# 灵格风英语教程
灵格风英语教程（The Linguaphone English Course）是外语培训机构英国灵格风公司（Linguaphone Institute Ltd）在20世纪50至70年代出版的系列英语学习教材，全书无中文翻译，分初级本、中级本、高级本三册，这三册在内容上并无联系，该系列教材现已绝版。

## 教材简介
Linguaphone系“lingua + (gramo) phone”的缩略词，是英国采用唱片配合课文进行教学的一种名称。
初级本（English Course 1）初版于1950年。20世纪五六十年代，中国大陆的一些外语院校，曾把它作为低年级语音教材，要求学生模仿其语音语调。这种做法在当时对提高低年级学生的听说能力，纠正语言语调，起了一定作用。初级本采用的语音是英国的标准英音（即Received Pronunciation，简称RP），参加录制唱片的都是一些行家里手，因而声调优美，悦耳动听。不足之处是，语音和语调酷似舞台语言，与实际生活中的语言语调相距甚远。20世纪70年代初，初级本的唱片按现代英国的标准发音重新予以录制。初级本计50课，附有拓展阅读，以便学习者复习所学知识。
中级本（English Course 2）初版于1970年，采用现代英国的标准发音，十分自然，与原初级本相比，较容易模仿。从各方面看，中级本比初级本似更实用。中级本计30课（无注释，无练习），描述亨特一家人的生活的方方面面，文字明白通晓，既易于训练听，又易于模仿说。
高级本（Advanced English Course），有一定难度，共计30课。分三部分：第一部分包括文化娱乐方面的内容，第二部分包括商务贸易方面的内容，第三部分包括日常生活方面的内容。每部分各10篇，每篇包括正文、注释、词汇和语法四部分。高级本的语言语调十分精采，语速比中级本快，通常是英国人的正常语速。

## 其他版本
灵格风英语（Learn English with Linguaphone）和本丛书不是同一系列，灵格风英语于1995年出版，为俄英对照版，分Do You Speak English（Level 1）、English Course for Beginners（Level 2）、Intermediate English Course（Level 3）、Advanced English Course（Level 4）、The Language of Business（Level 5）五级。